# Gun (lampada)
Gun (conosciuta anche come  Gun collection) è una famiglia di lampade pensate e progettate nel 2005 da Philippe Starck e prodotte dall'azienda italiana di arredamento ed illuminazione FLOS. Nonostante la giovinezza del progetto, esso ha rapidamente ottenuto notorietà, grazie anche al forte messaggio provocatorio che racchiude sottolineando la forte relazione fra l'uomo e le armi. L'oggetto è stato esposto in diversi musei di design e arte moderna come il Triennale Design Museum di Milano dove ha preso parte alla 4ª edizione di quest'ultimo nel 2011: "Le fabbriche dei sogni".

## Descrizione
Si tratta di una collezione di elementi d'illuminazione, o da tavolo o da pavimento, a luce diretta o d'ambiente; la collezione è formata da tre lampade di diversa altezza e funzione: la "Bedside Gun", la più piccola delle tre, da lettura e pensata per essere ubicata sopra un comodino di fianco a una poltrona o un letto; la "Table Gun", di medie dimensioni pensata per essere posta sopra un tavolo; infine la "Lounge Gun" pensata come lampada da pavimento.
Tutti e tre i modelli differiscono unicamente per l'arma usata come gambo della lampada e per dimensione. Tecnica di lavorazione, materiali e rifiniture sono medesime per tutta la collezione. La lampada si presenta quindi come una riproduzione di una famosa arma da fuoco appoggiata su un piatto circolare, dove è incisa la dicitura: Happiness Is a Hot Gun ("La felicità è una pistola calda"), riferimento al brano Happiness Is a Warm Gun dei Beatles. Corpo e piedistallo sono interamente rivestiti tramite galvanizzazione in oro 18K, ma è stata pensata anche in versione cromata.
Il paralume (o diffusore), di color nero opaco, al proprio interno è decorato con una trama serigrafata in oro, o in argento o bianca. Il sistema di illuminazione è dotato di un dimmer elettronico, per regolare in modo graduale l'intensità della luminosità.

## Il messaggio del progettista
(Philippe Starck)
La collezione Gun, secondo il progettista, racchiude una denuncia esplicita al mercato delle armi, tema di cui si parlava molto verso la metà degli anni duemila, e il grande legame che vi è fra uomo, guerra e soldi. Starck non si riferisce solamente ai signori della guerra o a chi ha interessi dietro le numerose guerre a scopi economici presenti in tutto il mondo, ma anche all'istinto naturale dell'uomo di armarsi o di risolvere diverse soluzioni in modo più fisico anziché pacifico. Per questo istinto naturale umano, l'umanità, secondo Starck, si merita le armi. Oltre a questa denuncia c'è da sottolineare che lo scopo del progetto Gun è anche quello di sensibilizzare e provocare quella parte della società che spesso è troppo distante da certe tematiche. La collezione è quindi un omaggio alle armi, quasi a difendere le armi e le guerre, che spesso vengono definite loro causa di dolore e della morte, pur sapendo che un'arma non spara da sola e una guerra non si scatena per motivi vitali ma anzi legati alla prepotenza e all'egoismo dell'uomo. Il messaggio più esplicito risulta comunque quello di protesta nei confronti del mercato delle armi, un mercato d'oro attorno al quale girano enormi capitali, le lampade infatti sono rivestite in oro 18K e in esse vi è la riproduzione di alcune fra le armi più usate del 1900 e 2000. Sebbene la lampada abbia ricevuto moltissime critiche negative, ritenuta inutile, pacchiana e priva di significato, lo scopo della collezione Gun non è solamente concettuale ma anche pratico: il 20% del ricavato viene devoluto in beneficenza ad organizzazioni per la salvaguardia dei diritti umani. All'interno, il paralume è costellato di croci, che secondo il progettista devono ricordare, a chi le guarda, i morti. Le lampade sono quindi un elogio alla vita e alla morte che sembrano perdere sempre più valore.

## Caratteristiche tecniche
Le lampade sono realizzate interamente in alluminio pressofuso sovrastampato con polimero a iniezione, il rivestimento è in oro 18K. Componenti secondari sono in materiale polimerico. Il paralume è in carta plastificata.
Dimensioni, arma e pesi differiscono a seconda del modello:

### Bedside Gun

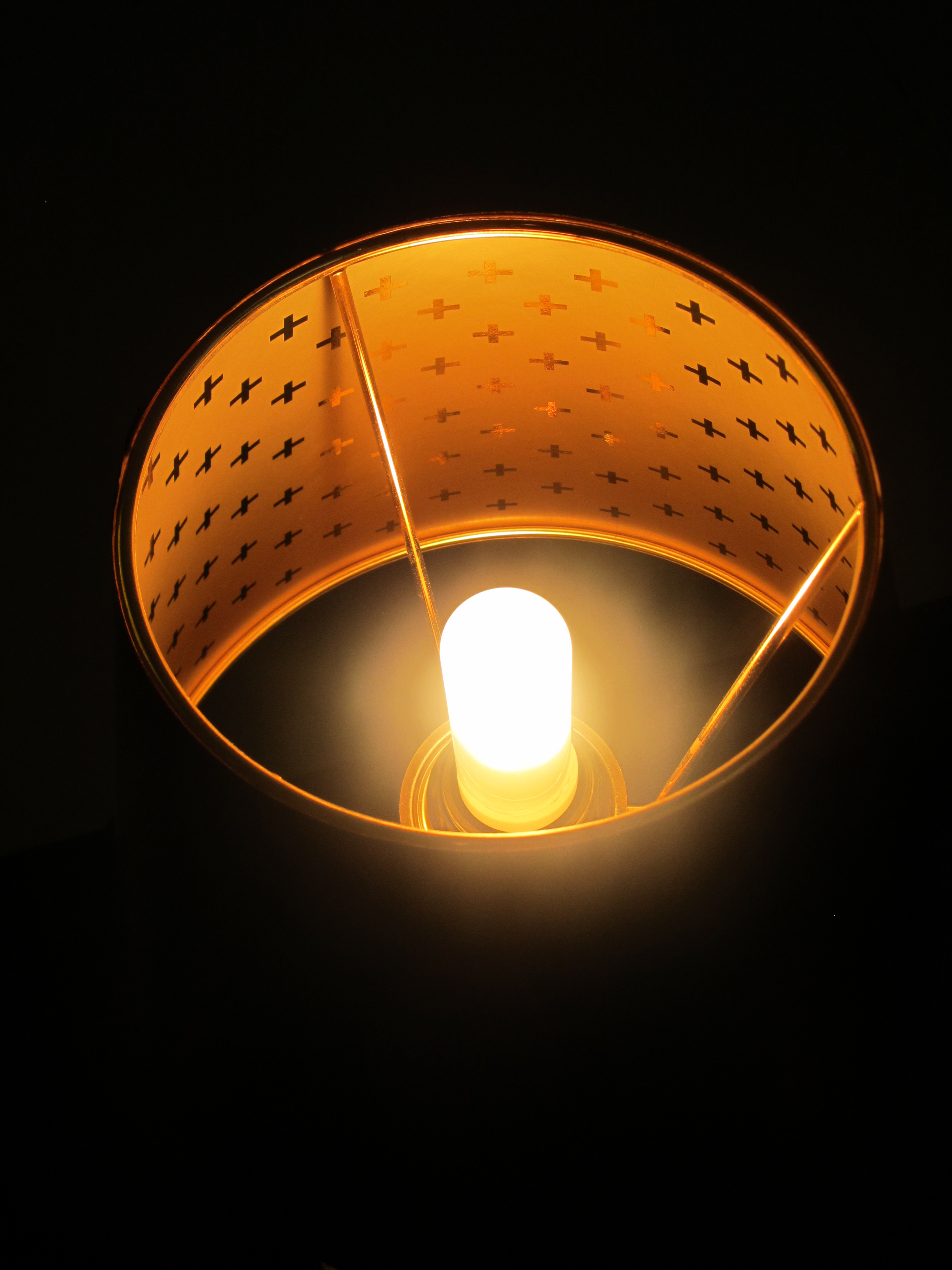
Interno del paralume, con le croci, simbolo di morte

| arma                  | Beretta 92 |
| altezza               | 426 mm     |
| diametro max paralume | ø 236 mm   |
| altezza paralume      | 188 mm     |
| diametro base         | ø 160 mm   |
| peso                  | 1,75 kg    |
| flusso luminoso       |            |

#### Table Gun

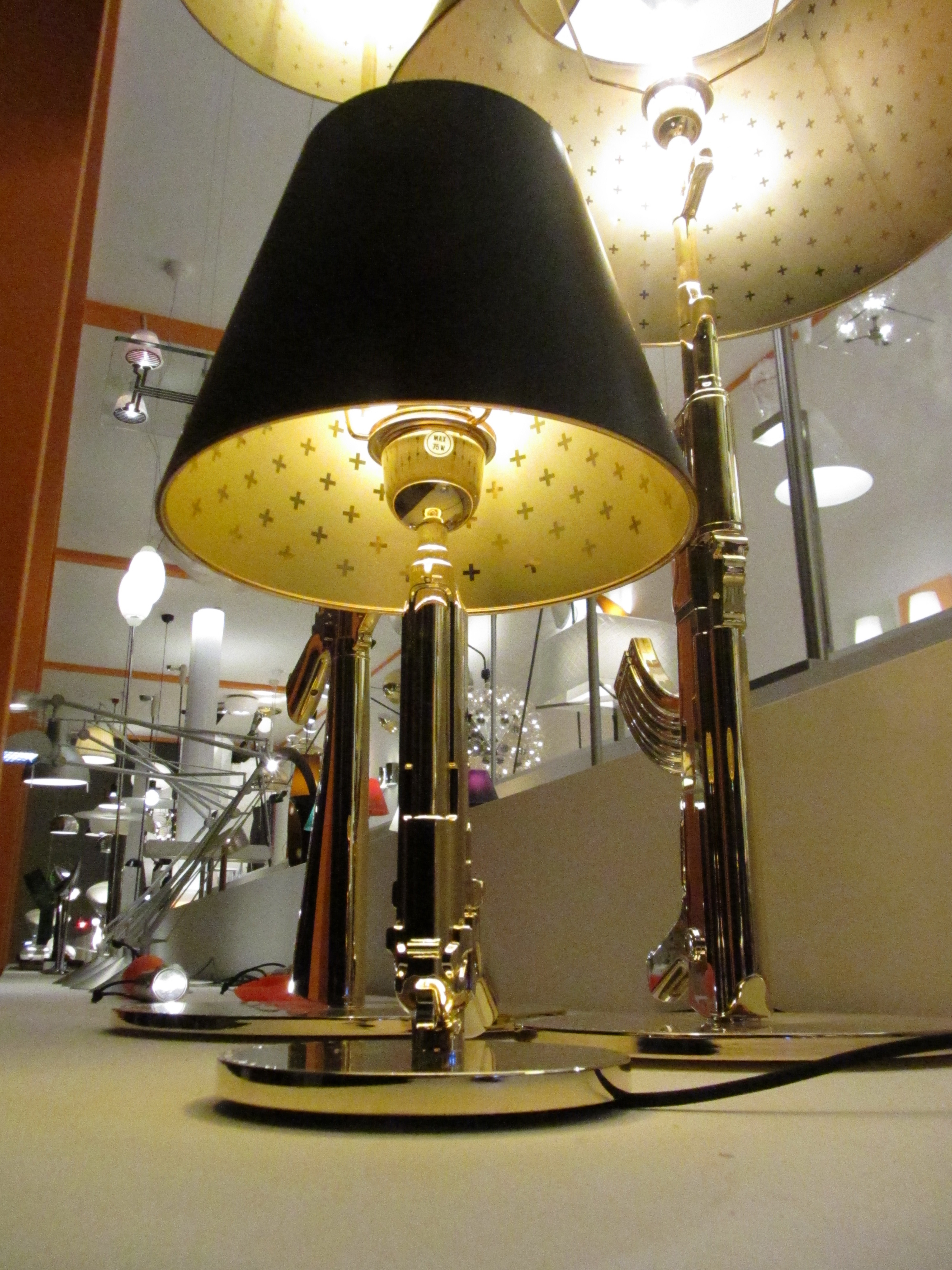
La collezione Gun al 50º anniversario della Flos, al Palazzo della Permanente, Milano. In occasione del Fuorisalone 2012.

| arma                  | AK-47    |
| altezza               | 924 mm   |
| diametro max paralume | ø 511 mm |
| altezza paralume      | 264 mm   |
| diametro base         | ø 280 mm |
| peso                  | 6,2 kg   |

#### Lounge Gun
| arma                  | M16      |
| altezza               | 1694 mm  |
| diametro max paralume | ø 560 mm |
| altezza paralume      | 425 mm   |
| diametro base         | ø 430 mm |
| peso                  | 19,52 kg |